# Русковера
Русковера (рос. Русковера) — селище в Пінезькому районі Архангельської області Російської Федерації.
Населення становить 546 осіб. Входить до складу муніципального утворення Шилегське муніципальне утворення.

## Історія
Від 1937 року належить до Архангельської області.
Орган місцевого самоврядування від 2004 року — Шилегське муніципальне утворення.

## Населення
| 2002 | 2010 | 2012 |
| ---- | ---- | ---- |
| 538  | ↘437 | ↗546 |